# Holger Zaunstöck
Holger Zaunstöck (* 1967 in Weimar) ist ein deutscher Historiker.

## Leben
Zaunstöck absolvierte zwischen 1988 und 1993 ein Studium der Geschichte, Sozialgeschichte und Volkswirtschaftslehre an der Universität Halle, das er mit dem akademischen Grad eines Magister Artium abschloss. Von 1993 bis 1998 war er wissenschaftlicher Mitarbeiter am Arbeitsbereich Frühe Neuzeit des Instituts für Geschichte der Universität Halle-Wittenberg. 1998 wurde er mit der Dissertation Sozietätslandschaft und Mitgliederstrukturen. Die mitteldeutschen Aufklärungsgesellschaften im 18. Jahrhundert zum Dr. phil. promoviert. Zwischen 1999 und 2001 war er geschäftsführender Assistent des Interdisziplinären Zentrums für die Erforschung der Europäischen Aufklärung und von 2005 bis 2007 wissenschaftlicher Mitarbeiter bzw. Assistent eines DFG-Projekts zur Geschichte der Denunziation an der Universität Halle-Wittenberg. Im Januar 2008 erfolgte seine Habilitation für Neuere Geschichte und Landesgeschichte mit der Arbeit Das Milieu des Verdachts. Akademische Freiheit, Politikgestaltung und die Emergenz der Denunziation in Universitätsstädten des 18. Jahrhunderts. Seit 2014 ist er außerplanmäßiger Professor an der Universität Halle-Wittenberg.
Er arbeitet seit 2008 als wissenschaftlicher Mitarbeiter bei den Franckeschen Stiftungen in Halle, 2016 wurde er zum Leiter der dortigen Stabsstelle Forschung ernannt.
Zaunstöck ist Vorsitzender des Vereins für hallische Stadtgeschichte sowie Vorstandsmitglied der Historischen Kommission für Sachsen-Anhalt und der Dessau-Wörlitz-Kommission.

## Veröffentlichungen (Auswahl)
Monografien
- Sozietätslandschaft und Mitgliederstrukturen. Die mitteldeutschen Aufklärungsgesellschaften im 18. Jahrhundert. Niemeyer, Tübingen 1999, ISBN 3-484-81009-2.
- Das Milieu des Verdachts. Akademische Freiheit, Politikgestaltung und die Emergenz der Denunziation in Universitätsstädten des 18. Jahrhunderts. Akademie-Verlag, Berlin 2010, ISBN 3-05-004651-1.

Herausgeberschaften
- Halle zwischen 806 und 2006. Neue Beiträge zur Geschichte der Stadt. Mitteldeutscher Verlag (MDV), Halle (Saale) 2001, ISBN 3-89812-105-4.
- mit Markus Meumann: Sozietäten, Netzwerke, Kommunikation. Neue Forschungen zur Vergesellschaftung im Jahrhundert der Aufklärung. Niemeyer, Tübingen 2003, ISBN 3-484-81021-1.
- Das Leben des Fürsten. Studien zur Biografie von Leopold III. Friedrich Franz von Anhalt-Dessau (1740–1817). MDV, Halle (Saale) 2008, ISBN 3-89812-492-4.
- mit Jörn Weinert, Andrea Thiele: Der Bürger und seine Stadt. Bürgerschaftliches Engagement zwischen Mittelalter und Moderne in Halle. MDV, Halle (Saale) 2011, ISBN 3-89812-787-7.
- mit Erdmut Jost: Goldenes Zeitalter und Jahrhundert der Aufklärung. Kulturtransfer zwischen den Niederlanden und dem mitteldeutschen Raum im 17. und 18. Jahrhundert. MDV, Halle (Saale) 2012, ISBN 3-89812-880-6.
- mit Andreas Pečar, Thomas Müller-Bahlke: Wie pietistisch kann Adel sein? Hallescher Pietismus und Reichsadel im 18. Jahrhundert. MDV, Halle (Saale) 2016, ISBN 3-95462-703-5.
- mit Mark Häberlein: Halle als Zentrum der Mehrsprachigkeit im langen 18. Jahrhundert. Franckesche Stiftungen, Halle (Saale) 2017, ISBN 3-447-10909-2.